# Notothenia trigramma
Notothenia trigramma är en fiskart som beskrevs av Regan, 1913. Notothenia trigramma ingår i släktet Notothenia och familjen Nototheniidae. Inga underarter finns listade i Catalogue of Life.